# Scalmicauda rubrolineata
Scalmicauda rubrolineata är en fjärilsart som beskrevs av Sergius G. Kiriakoff 1959. Scalmicauda rubrolineata ingår i släktet Scalmicauda och familjen tandspinnare. Inga underarter finns listade.